# Stuart Dougal
Stuart Dougal (1962. november 6. –) skót nemzetközi labdarúgó-játékvezető.

## Pályafutása

### Nemzeti játékvezetés
Egy egyszerű balesetben eltörte a gerincét, 21 éves korában véget ért labdarúgó-pályafutása. Apja egyik barátja, Joe Kelly-nek, aki az országos játékvezetőknél sportvezető volt, felvetette, hogy miért nem próbálja ki a játékvezetést. Megtette. 1983-ban tett játékvezetői vizsgát, 1993-ban lett a skót I. Liga játékvezetője. Skóciában Doktor Szigor néven emlegetik, hazája egyik legelismertebb játékvezetője.
| Időpont | Helyszín                 | Mérkőzés típusa         | Mérkőzés               |
| ------- | ------------------------ | ----------------------- | ---------------------- |
| 1993.   | Városi Stadion, Stirling | első I. Ligás mérkőzése | E Stirling – B Rangers |

2009. május 18-án a skót bajnoki fordulóban a Rangers FC–Aberdeen FC mérkőzést vezette. A találkozón egy komoly tévedést követett el (egy játékos megjátszotta, hogy ellenfele lefejelte, amivel megtévesztette), ezért azonnali hatállyal visszavonul az élvonalbeli bíráskodástól.
Hitvallása: Miért jó játékvezetőnek lenni? Azért, mert érintett vagyok a kedvenc sportomban egy olyan szintnél, amit játékosként nem érhetnék el. [forrás?]

#### Nemzeti kupamérkőzések
Vezetett Kupa-döntők száma: 3.

##### Skót Kupa
| Időpont         | Helyszín                      | Mérkőzés típusa | Mérkőzés                              | Eredmény | Nézők száma |
| --------------- | ----------------------------- | --------------- | ------------------------------------- | -------- | ----------- |
| 2008. május 24. | Hampden Park Stadion, Glasgow | döntő           | Queen of the South FC–Glasgow Rangers | 2 : 3    | 48 821      |

##### Liga Kupa
| Időpont           | Helyszín                      | Mérkőzés típusa | Mérkőzés                          | Eredmény | Nézők száma |
| ----------------- | ----------------------------- | --------------- | --------------------------------- | -------- | ----------- |
| 2006. március 19. | Hampden Park Stadion, Glasgow | döntő           | Dunfermline Athletic FC–Celtic FC | 0 – 3    | 50 090      |

### Nemzetközi játékvezetés
Skót labdarúgó-szövetség Játékvezető Bizottsága (JB) terjesztette fel nemzetközi játékvezetőnek, a Nemzetközi Labdarúgó-szövetség (FIFA) 1996-tól tartotta nyilván bírói keretében. Több nemzetek közötti válogatott és klubmérkőzést vezetett. UEFA besorolás szerint a „mester” kategóriába tevékenykedett. 2007-ben, elérve a FIFA 45 éves korhatárát visszavonult az aktív nemzetközi játékvezetéstől. A skót nemzetközi játékvezetők rangsorában, a világbajnokság-Európa-bajnokság sorrendjében többedmagával a 7. helyet foglalja el 9 találkozó szolgálatával. Válogatott mérkőzéseinek száma: 8.
| Időpont | Helyszín                    | Mérkőzés típusa           | Mérkőzés      |
| ------- | --------------------------- | ------------------------- | ------------- |
| 1997.   | Millennium Stadion, Cardiff | első nemzetközi mérkőzése | Wales–Jamaica |

#### Világbajnokság
A világbajnoki döntőhöz vezető úton Dél-Koreába és Japánba a XVII., a 2002-es labdarúgó-világbajnokságra és Németországba a XVIII., a 2006-os labdarúgó-világbajnokságra a FIFA JB bíróként alkalmazta.

##### 2002-es labdarúgó-világbajnokság

###### Selejtező mérkőzés
| Időpont           | Helyszín               | Mérkőzés típusa           | Mérkőzés               | Eredmény | Nézők száma |
| ----------------- | ---------------------- | ------------------------- | ---------------------- | -------- | ----------- |
| 2001. március 24. | Ullevaal Stadion, Oslo | előselejtező (5. csoport) | Norvégia–Lengyelország | 2 : 3    | 15 077      |

##### 2006-os labdarúgó-világbajnokság

###### Selejtező mérkőzés
| Időpont             | Helyszín                      | Mérkőzés típusa           | Mérkőzés                | Eredmény | Nézők száma |
| ------------------- | ----------------------------- | ------------------------- | ----------------------- | -------- | ----------- |
| 2004. szeptember 8. | Rasunda Stadion, Stockholm    | előselejtező (8. csoport) | Svédország–Magyarország | 3 : 0    | 32 288      |
| 2005. március 30.   | Hardturm Stadion, Zürich      | előselejtező (4. csoport) | Svájc–Ciprus            | 1 : 0    | 16 066      |
| 2005. szeptember 3. | Köztársasági Stadion, Jereván | előselejtező (1. csoport) | Örményország–Hollandia  | 0 : 1    | 1 747       |

#### Európa-bajnokság
Az európai-labdarúgó torna döntőjéhez vezető úton Portugáliába a XII., a 2004-es labdarúgó-Európa-bajnokságra és Ausztriába és Svájcba a XIII., a 2008-as labdarúgó-Európa-bajnokságra az UEFA JB játékvezetőként foglalkoztatta. 2004-ben negyedik (tartalék) játékvezetőként volt jelen a tornán.

##### 2004-es labdarúgó-Európa-bajnokság

###### Selejtező mérkőzés
| Időpont             | Helyszín                                 | Mérkőzés típusa           | Mérkőzés                 | Eredmény | Nézők száma |
| ------------------- | ---------------------------------------- | ------------------------- | ------------------------ | -------- | ----------- |
| 2002. szeptember 7. | Ernst Happel Stadion, Bécs               | előselejtező (3. csoport) | Ausztria–Moldova         | 2 : 0    | 18 300      |
| 2003. október 11.   | Oreste Granillo Stadion, Reggio Calabria | előselejtező (9. csoport) | Olaszország–Azerbajdzsán | 4 : 0    | 27 000      |

##### 2008-as labdarúgó-Európa-bajnokság

###### Selejtező mérkőzés
| Időpont              | Helyszín                       | Mérkőzés típusa           | Mérkőzés                 | Eredmény | Nézők száma |
| -------------------- | ------------------------------ | ------------------------- | ------------------------ | -------- | ----------- |
| 2006. október 15.    | Roi Baudouin Stadion, Brüsszel | előselejtező (A. csoport) | Belgium–Lengyelország    | 0 : 1    | 46 000      |
| 2007. június 2.      | Petrol Stadion, Celje          | előselejtező (G. csoport) | Szlovénia–Románia        | 1 : 2    | 7 000       |
| 2007. szeptember 12. | Inönü Stadion, Isztambul       | előselejtező (C. csoport) | Törökország–Magyarország | 3 : 0    | 28 000      |

#### Nemzetközi kupamérkőzések
Vezetett Kupa-döntők száma: 1.

##### Intertotó Kupa
Az Európai Labdarúgó-szövetség (UEFA) JB megbízására, elismerve szakmai felkészültségét az egyik csoport döntőt koordinálhatta.
| Időpont            | Helyszín                | Mérkőzés típusa    | Mérkőzés              | Eredmény | Nézők száma |
| ------------------ | ----------------------- | ------------------ | --------------------- | -------- | ----------- |
| 2005. augusztus 9. | Imtech Stadion, Hamburg | egyik csoportdöntő | Hamburger SV–Valencia | 1 : 0    | 55.386      |

### Szabályváltoztatás
Stuart az International Board felé nyilvános beadvánnyal élt: Ha egy olyan játékos, aki automatikusan leveszi a mezét - amikor gólt ünnepel, a játékvezető belátására legyen bízva, hogy megítélje az időhúzást, mert ez a cselekedet nem sok időt pocsékol. Egyébként is beszámítható az elvesztegetett idő.

## Magyar vonatkozások
- Egy alkalommal Franciaországban magyar asszisztense volt, Székely Ferenc.
- Budapesten a Ferencváros–Anderlecht mérkőzésen negyedik (tartalék) játékvezetőként volt jelen, ahol Vad István egykori FIFA játékvezető volt a kísérőjük.
- 2007. szeptember 12-én a Törökország - Magyarország EB selejtezőn óriásit hibázott, ugyanis a Gera Zoltán-Hakan Arikan összecsapásnál a megítélt tizenegyes és a török kapus kiállítása helyett a magyar csapatkapitányt állította ki második sárga lappal, műesésért. Az állás ekkor 0-0 volt, a mérkőzés hajrájában azonban a magyar csapat nem bírta tartani az iramot a jogtalanul kialakult emberhátrányból kifolyólag, és 3-0-s vereséget szenvedett, annak ellenére, hogy a kiállítás előtt dominált a mérkőzésen.